# رقص مقدس

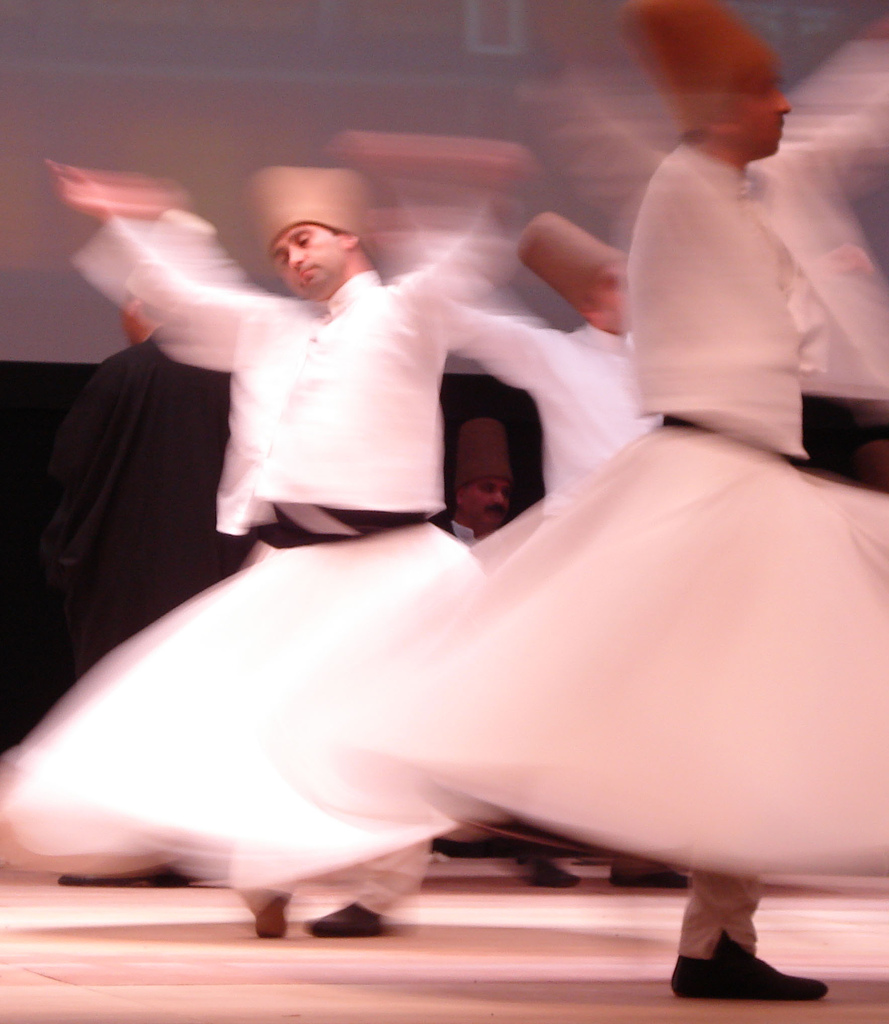
طریقت مولویه

رقص مقدس (انگلیسی: Sacred dance) استفاده از رقص در مراسم و آیین و مناسک مذهبی است که در اکثر ادیان در طول تاریخ و ماقبل تاریخ وجود دارد. ارتباط آن با بدن انسان و باروری باعث شده‌است که برخی ادیان آن را ممنوع کنند. به عنوان مثال، مقبولیت آن در مسیحیت بسیار متفاوت بوده‌است. رقص یک عنصر اصلی عبادت در معابد هندو، با سبک‌های کاملاً رسمی مانند  بهارتاناتیام، است که به رقاصان ماهر و نوازندگان معبد نیاز دارد. در قرن بیستم، رقص مقدس توسط طراحان رقص مانند برنهارد ووسین به عنوان ابزاری برای توسعه روح جامعه احیا شد.

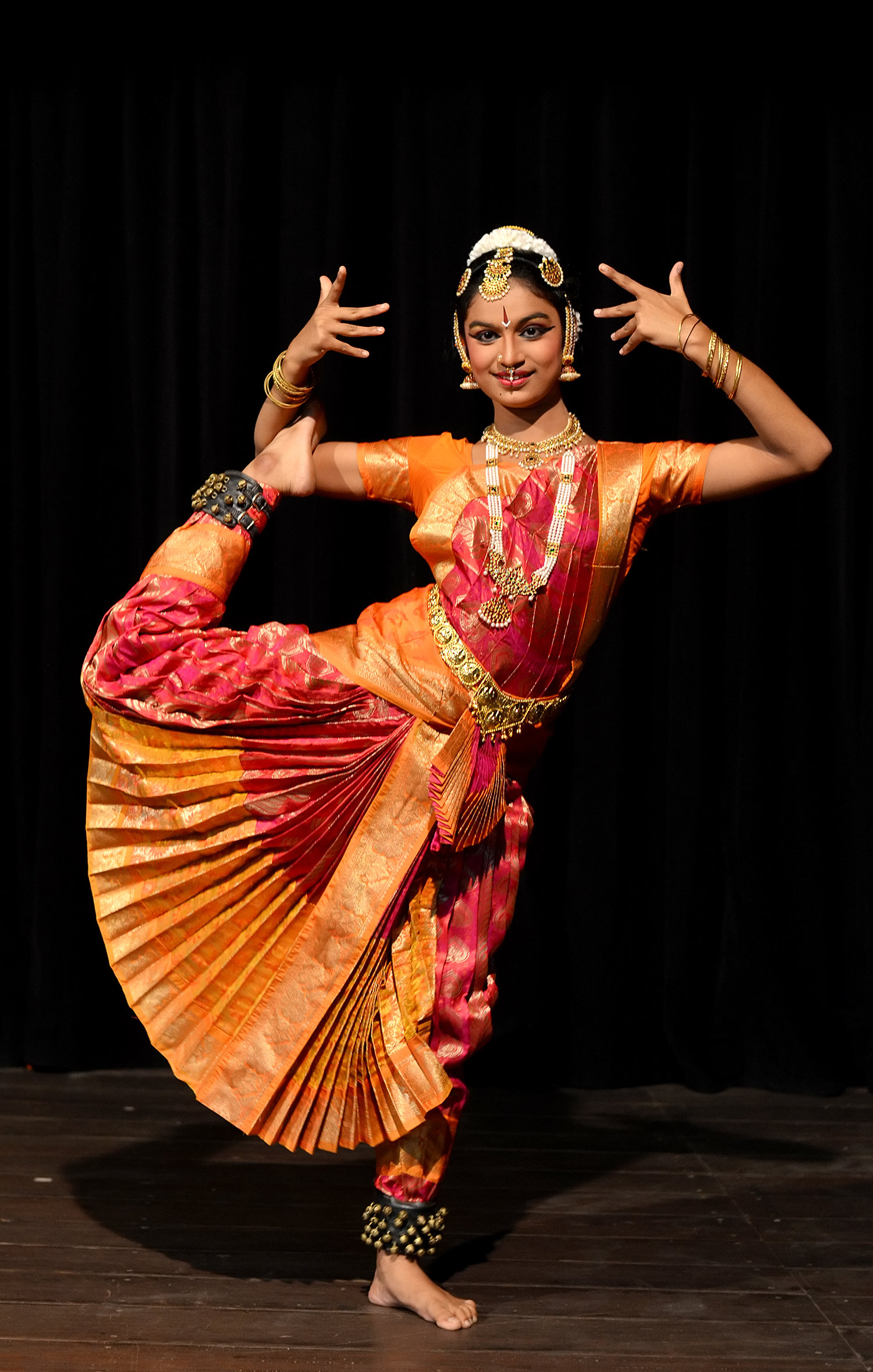
یکی از سبک های رقص مقدس و کلاسیک هند